# 두르다샨
두르다샨(Doordarshan, lit. '먼 곳의 시야, 텔레비전')은 DD로 약칭되며, 인도의 국영 공영 텔레비전 방송국이다. 1959년 9월 15일 인도 정부가 설립했으며, 인도 정보방송부가 소유하고 있으며 프라사르 바라티의 두 부문 중 하나를 구성한다. 인도의 가장 큰 스튜디오 및 송신기 인프라를 갖춘 방송사 중 하나인 두르다르샨은 인도 대도시와 지역 전역 및 국제적으로 텔레비전, 라디오, 온라인 및 모바일 서비스를 제공한다. 또한 디지털 지상파 송신기를 통해 방송된다.

## 역사

### 시작

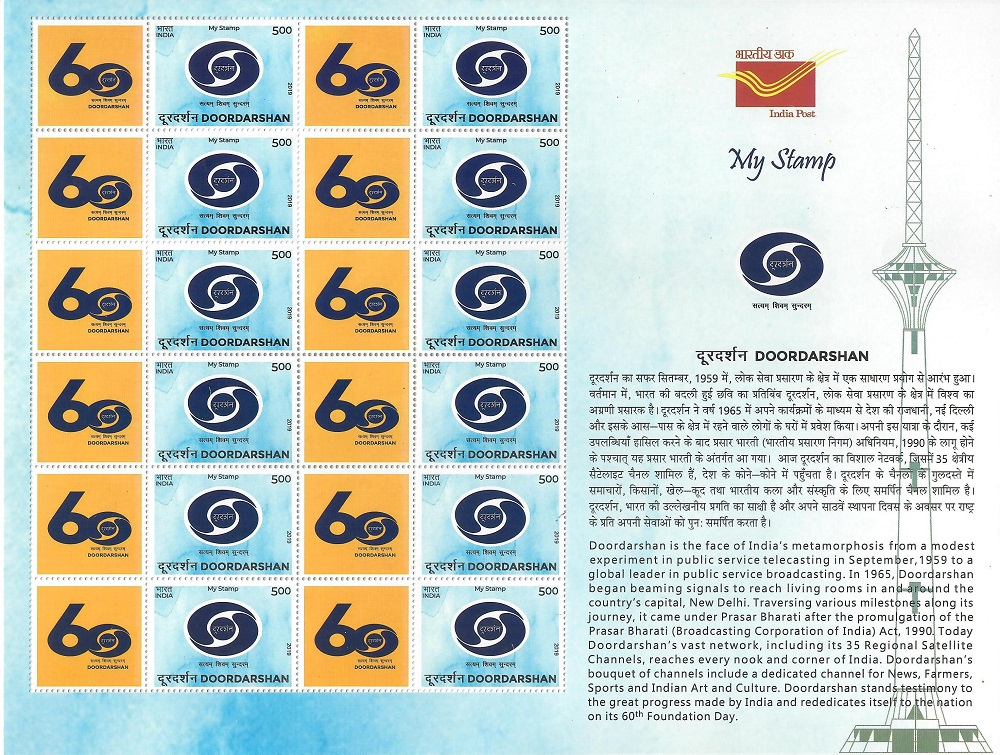
2019년 두르다르샨 설립 60주년을 기념하여 발행된 우표 한 장

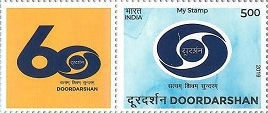
두르다르샨 설립 60주년 기념 우표

이 채널은 1959년 9월 15일 델리에서 작은 송신기와 임시 스튜디오로 실험 방송국으로 겸손하게 시작했다. 정기 일일 방송은 1965년 올 인디아 라디오의 일부로 시작되었으며, 프라티마 푸리가 읽는 5분 뉴스 속보로 시작되었다. 살마 술탄은 1967년에 두르다르샨에 합류하여 뉴스 앵커가 되었다. 기탄잘리 아이야르, 니티 라빈드란, 리니 사이먼은 1970년대에 인기 있는 뉴스 앵커가 되었다.
1967년 1월 26일 두르다르샨에서 첫 선을 보인 《크리시 다르샨》은 인도 텔레비전 역사상 가장 오래 방영된 프로그램으로 간주된다.
텔레비전 서비스는 1972년에 봄베이(현재 뭄바이)와 암리차르로 확장되었다. 1975년까지 인도에서는 7개 도시만이 텔레비전을 시청할 수 있었으며, 두르다르샨이 전국 유일의 서비스 제공자였다.
1976년 4월 1일, 텔레비전 서비스는 라디오에서 공식적으로 분리되었다. 올 인디아 라디오와 두르다르샨은 뉴델리에 있는 별도의 국장 관리하에 놓였다. 1982년, 두르다르샨은 전국 방송국으로 전환되었다.

### 전국 방송
전국 방송(DD 내셔널)은 1982년에 도입되었다. 인도에서 컬러 텔레비전은 인디라 간디 총리의 1982년 8월 15일 독립기념일 연설 생중계와 함께 도입되었으며, 이어서 델리에서 개최된 1982년 아시안 게임의 컬러 방송이 이어졌다. 2년 후, 두르다르샨은 구조화된 텔레비전 네트워크로 발전했다. 단일 텔레비전 채널은 전국 방송 채널인 DD-1과 도시 중심 채널인 DD-2로 분할되었다. 1993년, 이들은 당시 새로 민영화된 텔레비전 산업과 경쟁하기 위해 DD 내셔널과 DD 메트로로 리브랜딩되었다.
2012년 하계 올림픽의 개막식과 폐막식 생중계는 두르다르샨의 전국 채널에서 방송되었으며, DD 스포츠는 행사 24시간 중계 서비스를 제공했다.
2014년 11월 17일, 두르다르샨 국장 비자얄락시 차브라는 분홍색과 보라색의 새로운 색상 구성과 함께 "국가의 자체 채널"("The country's own channel")이라는 새로운 슬로건을 도입했다. 2017년, 두르다르샨은 약 1,400개의 지상파 송신기 네트워크를 운영했으며, 46개의 스튜디오에서 텔레비전 프로그램을 제작했다. 민영 채널 도입 이후, 두르다르샨은 텔레비전 산업에서 위치를 유지하는 데 어려움을 겪었다. 현재 두르다르샨은 주로 국가에 봉사하기 위해 스튜디오와 프로그램을 개선하는 데 중점을 둔다.
DD 내셔널과 DD 뉴스는 17개의 지역 위성 채널, 11개의 주 네트워크, 국제 채널(DD 인도), 스포츠 채널(DD 스포츠), DD 바라티 및 DD 우르두와 같은 문화 및 정보 채널, 농업 채널인 DD 키산을 운영한다. DD 내셔널(이전 DD-1)에서는 지역 및 현지 프로그램이 지상파 방송에 한하여 시간 분할 방식으로 방영된다. 2003년 11월 3일에 출시된 DD 뉴스는 DD 메트로(이전 DD-2)를 대체하여 24시간 뉴스 보도를 제공한다. 이 채널들은 인도의 모든 지상파 송신기를 통해 중계된다. 지역 언어 위성 채널은 두 가지 구성 요소로 이루어져 있다: 특정 주를 위한 지역 서비스(해당 주의 모든 지상파 송신기에 의해 중계)와 케이블 및 DTH 운영자를 통해 이용 가능한 추가 지역 언어 프로그램. DD 스포츠는 국내외 스포츠 행사를 방송하며, 코코 및 카바디와 같은 농촌 스포츠를 방영하는 유일한 채널이다.
새로운 지역 채널인 DD 아룬프라바는 당초 2018년 2월 15일에 방송을 시작할 예정이었으며, 북동인도 지역에 중점을 둔 24시간 위성 텔레비전 채널이었다. 그러나 출시가 지연되었고, 결국 2019년 2월 9일에 출시되었다.
2019년 3월 9일, 프라사르 바라티는 DD 프리 디시를 통해 인도 위성 발자국을 확장하여 11개의 주 DD 채널을 추가했다. 여기에는 북동부 주들을 위한 5개의 채널이 포함되었다: DD 방글라, DD 차티스가르, DD 고아, DD 하리아나, DD 히마찰프라데시, DD 자르칸드, DD 마니푸르, DD 메갈라야, DD 미조람, DD 나갈랜드, DD 트리푸라, DD 우타라칸드. 1975년 8월 9일에 출시된 DD 방글라는 벵골어로 된 연속극, 인포테인먼트 시리즈, 뉴스 및 시사, 사회 프로그램, 영화 등 다양한 프로그램을 제공한다.
2020년 4월 13일, 프라사르 바라티는 두르다르샨의 고전 힌디어 연속극을 방영하는 채널인 DD 레트로를 출시했다. 그러나 이 서비스는 낮은 시청률로 인해 2023년 4월 1일에 운영을 중단했다.

## 채널 목록
두르다르샨은 HD 피드를 포함하여 41개의 채널을 운영한다.

### 전국 채널 (7)
| 채널      | 프로그램                  | 언어           | 출시 | 비고                  |
| --------- | ------------------------- | -------------- | ---- | --------------------- |
| DD 내셔널 | 일반 예능 및 뉴스         | 힌디어 및 영어 | 1959 | 이전 DD 1             |
| DD 뉴스   | 뉴스                      | 힌디어         | 2003 | DD 2 (DD 메트로) 대체 |
| DD 인도   | 뉴스                      | 영어           | 1995 | 이전 DD 인터내셔널    |
| DD 스포츠 | 스포츠                    | 힌디어 및 영어 | 1998 |                       |
| DD 바라티 | 예술 및 문화 인포테인먼트 | 힌디어 및 영어 | 2002 | DD 3 대체             |
| DD 키산   | 농업 인포테인먼트         | 힌디어         | 2015 |                       |
| DD 우르두 | 인포테인먼트              | 우르두어       | 2006 |                       |

### 지역 채널 (28)
| 채널              | 언어                                            | 지역                        | 이전                                     |
| ----------------- | ----------------------------------------------- | --------------------------- | ---------------------------------------- |
| DD 아룬프라바     | 힌디어                                          | 아루나찰프라데시주          | DD 13                                    |
| DD 아삼           | 아삼어                                          | 아삼주                      | DD 13                                    |
| DD 방글라         | 벵골어,산탈어,우르두어 및 네팔어                | 서벵골주                    | DD 7                                     |
| DD 비하르         | 힌디어                                          | 비하르주                    |                                          |
| DD 찬다나         | 칸나다어                                        | 카르나타카주                | DD 9                                     |
| DD 차티스가르     | 힌디어                                          | 차티스가르주                |                                          |
| DD 기르나르       | 구자라트어                                      | 구자라트주                  | 두르다르샨 켄드라 아메다바드             |
| DD 고아           | 콘칸어 및 마라티어                              | 고아주                      |                                          |
| DD 하리아나       | 힌디어                                          | 하리아나주                  | 두르다르샨 켄드라 히사르                 |
| DD 히마찰프라데시 | 힌디어                                          | 히마찰프라데시주            | 두르다르샨 켄드라 심라                   |
| DD 자르칸드       | 힌디어, 사드리어 및 산탈어                      | 자르칸드주                  |                                          |
| DD 카시르         | 카슈미르어,우르두어,도그리어,라다크어 및 고지리 | 잠무 카슈미르 (연방 직할지) | 두르다르샨 켄드라 스리나가르, 잠무 및 레 |
| DD 마디아프라데시 | 힌디어                                          | 마디아프라데시주            | DD 11                                    |
| DD 말라얄람       | 말라얄람어                                      | 케랄라주                    | DD 4                                     |
| DD 마니푸르       | 마니푸르어(일명 마니푸르어)                     | 마니푸르주                  | DD 13                                    |
| DD 메갈라야       | 카시어 및 인도 영어                             | 메갈라야주                  | DD 13                                    |
| DD 미조람         | 미조어                                          | 미조람주                    | 두르다르샨 켄드라 아이자울               |
| DD 나갈랜드       | 인도 영어                                       | 나갈랜드주                  | DD 13                                    |
| DD 오디아         | 오리야어                                        | 오디샤주                    | DD 6                                     |
| DD 타밀           | 타밀어                                          | 타밀나두주                  | DD 5                                     |
| DD 펀자브         | 펀자브어                                        | 펀자브주 (인도)             | 두르다르샨 켄드라 잘란다르               |
| DD 라자스탄       | 힌디어                                          | 라자스탄주                  | 두르다르샨 켄드라 라자스탄               |
| DD 사야드리       | 마라티어                                        | 마하라슈트라주              | DD 10                                    |
| DD 삽타기리       | 텔루구어                                        | 안드라프라데시주            | DD 8                                     |
| DD 트리푸라       | 벵골어 및 코크보록                              | 트리푸라주                  | 두르다르샨 켄드라 아가르탈라             |
| DD 우타라칸드     | 힌디어, 가르왈리어 및 쿠마오니어                | 우타라칸드주                | 두르다르샨 켄드라 우타라칸드             |
| DD 우타르프라데시 | 힌디어                                          | 우타르프라데시주            | DD 16                                    |
| DD 야다기리       | 텔루구어, 우르두어 및 힌디어                    | 텔랑가나주                  | 두르다르샨 켄드라 하이데라바드           |

### HD 채널 (6)
| 채널         | 언어         |
| ------------ | ------------ |
| DD 내셔널 HD | 힌디어, 영어 |
| DD 인도 HD   | 영어         |
| DD 뉴스 HD   | 힌디어       |
| DD 스포츠 HD | 힌디어, 영어 |
| DD 타밀 HD   | 타밀어       |
| DD 오디아 HD | 오리야어     |

### 이전 채널
| 채널      | 언어   | 시작 | 종료 |
| --------- | ------ | ---- | ---- |
| DD 메트로 | 힌디어 | 1984 | 2003 |
| DD 레트로 | 힌디어 | 2020 | 2023 |

## 국제 방송
DD 인도 위성 채널은 146개국에서 방송되었다. 영국에서는 스카이 시스템의 채널 833을 통해 유로버드 위성으로 레이아트 TV 로고 아래에서 시청할 수 있었다. 그러나 스카이 디지털을 통한 송신은 2008년 6월에 종료되었고, 이어서 다음 달에 미국의 다이렉TV를 통한 방송도 중단되었다.

## 코로나19 팬데믹 기간 동안의 기록적인 시청률
DD 내셔널의 라마얀은 전 세계에서 가장 많이 시청된 오락 프로그램으로 세계 기록을 세웠다. 2020년 4월 16일 오후 9시 방송은 7천7백만 명의 시청자가 시청했다. 이 프로그램은 방송 기간 동안 2억 8천 5백만 명 이상의 시청자에게 도달했다. 전국 봉쇄령에 대응하여 DD 네트워크는 마하바라트, 차나키아, 스리 크리슈나, 말구디 데이즈, 뵘케시 박시, 샤크티만 등 여러 향수를 불러일으키는 프로그램을 방영했다. 이러한 콘텐츠에 대한 대중의 수요 증가에 따라 프라사르 바라티는 고전 프로그램 전용 풀타임 채널인 DD 레트로를 출시했다. 출시 5주 만에 DD 레트로는 약 5천만 명의 시청자를 확보했다. 또한, DD 네트워크는 2020년 첫 번째 유행 기간 동안 코로나19 인식 메시지와 프로그램을 통해 4억 명 이상의 시청자에게 도달함으로써 팬데믹 기간 동안 공공 메시징에 중요한 역할을 했다.

## 비판
프라사르 바라티는 두르다르샨의 모 기관이며, 인도 정부는 인도 정보방송부를 통해 이사회 구성원을 임명한다.
두르다르샨은 특히 비상사태 기간 동안 정부 선전을 유포하는 데 사용되었다. 1984년 블루스타 작전 동안에는 정부 소스만이 사건 보도에 사용되었다. 또한, 두르다르샨은 독립 언론인들이 조사했을 때 거짓으로 밝혀진 폭력 행위를 주장하는 비디오 제작에 관여하기도 했다.
2004년에는 비상사태 기간 동안의 야당 지도자인 자야프라카시 나라얀에 대한 논란의 여지가 있는 다큐멘터리를 검열했다.
2014년, 두르다르샨은 국민 의용단 (RSS) 지도자인 모한 바그와트의 비자야다샤미 연설을 70분간 방송했는데, 이로 인해 나렌드라 모디 행정부와 인도 인민당이 공영 방송사를 "남용"했다는 비판을 받았다. DD 국장 아르차나 다타는 "그 연설은 다른 뉴스 이벤트와 같았으므로, 우리는 그것을 다루었다"고 답변했다.
1991년 민영 텔레비전 채널이 허용된 이후, 두르다르샨은 시청률이 급격히 감소했다. 두르다르샨은 크리켓 경기 등 국가 행사에 대해 최고 입찰자로부터 의무적으로 공급받는 규정 때문에 상당한 광고 수익을 올리고 있지만, 인도에서 텔레비전 소유에 대한 수신료를 부과하여 네트워크에 자금을 지원하자는 제안이 있었다.

## 유산
2003년 독일 영화 《굿바이 레닌!》에서 영감을 받아 방송사의 이름을 딴 영화가 2020년 2월에 개봉되었다.

## 같이 보기
- 올 인디아 라디오
- 산사드 TV
- DD 프리 디시
- 인도 정보방송부
- DD 레트로
- DD 내셔널에서 방송하는 프로그램 목록
- DD 인도
- DD 내셔널